# Terry Zwigoff
Terry Zwigoff, född 18 maj 1949 i Appleton, Wisconsin, är en amerikansk filmregissör. Zwigoff är en framgångsrik regissör som dessutom älskar tecknade serier. Han filmdebuterade i mitten av 1980-talet med Louie Bluie, en dokumentärfilm om violinisten Howard Armstrong. 
Han är vän med serietecknaren Robert Crumb. Zwigoff spelar nämligen cello och mandolin i Crumbs band Robert Crumb and the Cheap Suit Serenaders som mestadels spelar gammaldags jazz och blues. Zwigoffs film Crumb är en dokumentär om Robert Crumb.

## Filmografi
- 1986 – Louie Bluie
- 1994 – Crumb
- 2001 – Ghost World
- 2003 – Bad Santa
- 2006 – Art School Confidential